# Horní Bludovice

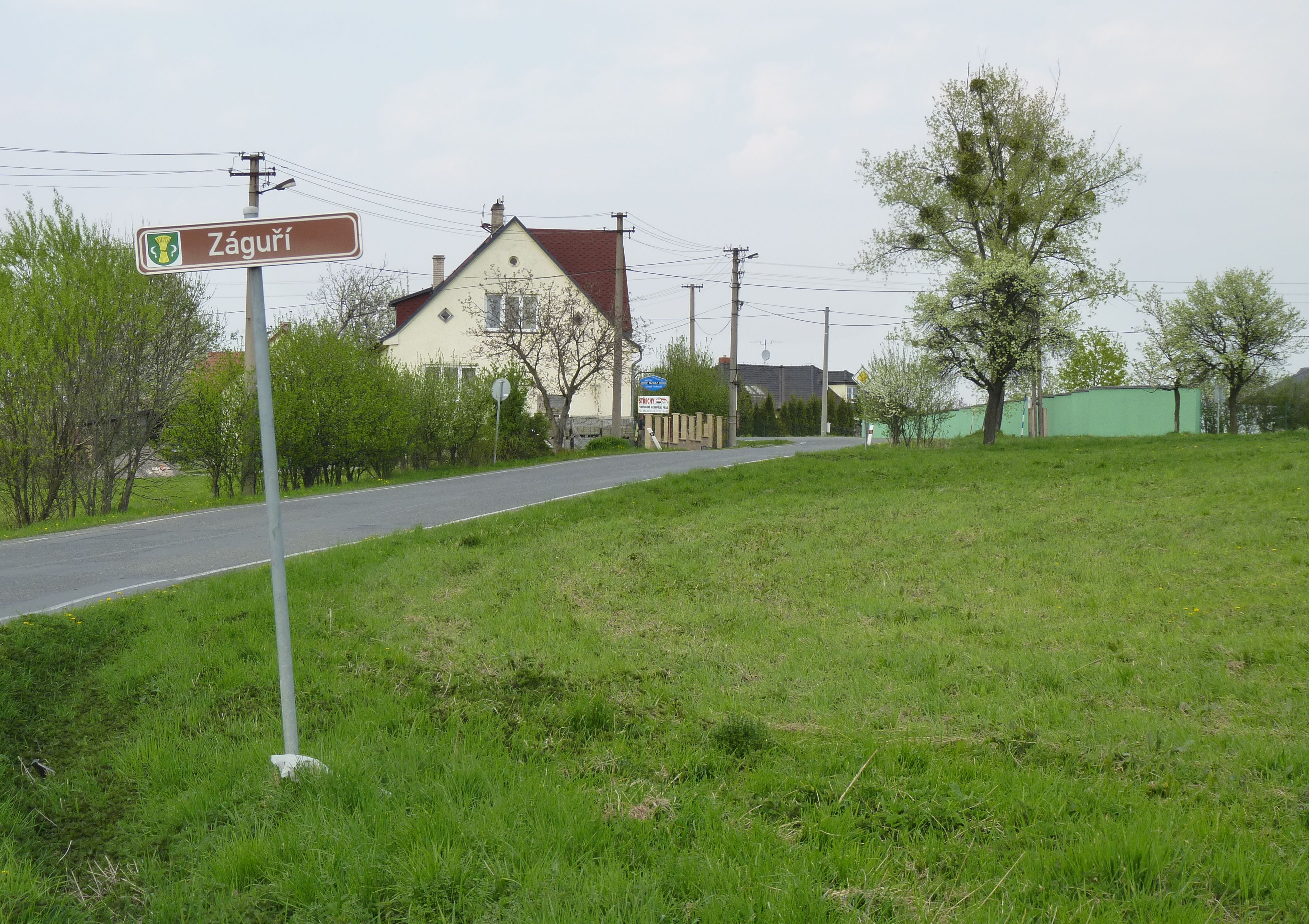
Horní Bludovice – Záguří (2011)

Horní Bludovice (deutsch Ober Bludowitz, polnisch Błędowice Górne) ist eine Gemeinde in Tschechien. Sie liegt drei Kilometer südlich von Havířov nahe dem Stausee Žermanice.

## Gemeindegliederung
Die Gemeinde Horní Bludovice besteht aus den Ortsteilen Horní Bludovice (Ober Bludowitz) und Prostřední Bludovice (Mittel Bludowitz) sowie den Ansiedlungen Amerika, Špluchov und Záguří.

## Geschichte
1880 lagen Mittelbludowitz (16 deutsche, 567 tschechische und 176 polnische Einwohner) sowie Oberbludowitz (16 deutsche, 698 tschechische und 109 polnische Einwohner) im Gerichtsbezirk Friedek des politischen Bezirks Teschen.
1901 wurde ein neuer politischer Bezirk Friedek, bestehend aus den Gerichtsbezirken Friedek und Polnisch Ostrau gebildet. Bis 1910 hatten sich die Einwohnerzahlen wie folgt entwickelt: 9 deutsche, 752 Tschechen und 67 Polen in Mittelbludowitz sowie 6 Deutsche, 481 Tschechen und 29 Polen in Obebludowitz.

## Sehenswürdigkeiten
- Statue Sankt Johannes Nepomuk